# Trachiopsis strangulata
Trachiopsis strangulata är en snäckart som först beskrevs av Jacques Bernard Hombron och Jacquinot 1841.  Trachiopsis strangulata ingår i släktet Trachiopsis och familjen Camaenidae. Inga underarter finns listade i Catalogue of Life.